# Tunxdorf
Tunxdorf ist ein Dorf an der Ems und ein Ortsteil der Stadt Papenburg im niedersächsischen Landkreis Emsland.

## Lage
Tunxdorf liegt im nordwestlich Stadtgebiet von Papenburg, nördlich des Stadtteils Aschendorf und westlich des Stadtteils Nenndorf. Das Naturschutzgebiet um den alten Emsarm heißt „Tunxdorfer Schleife“.

## Geschichte

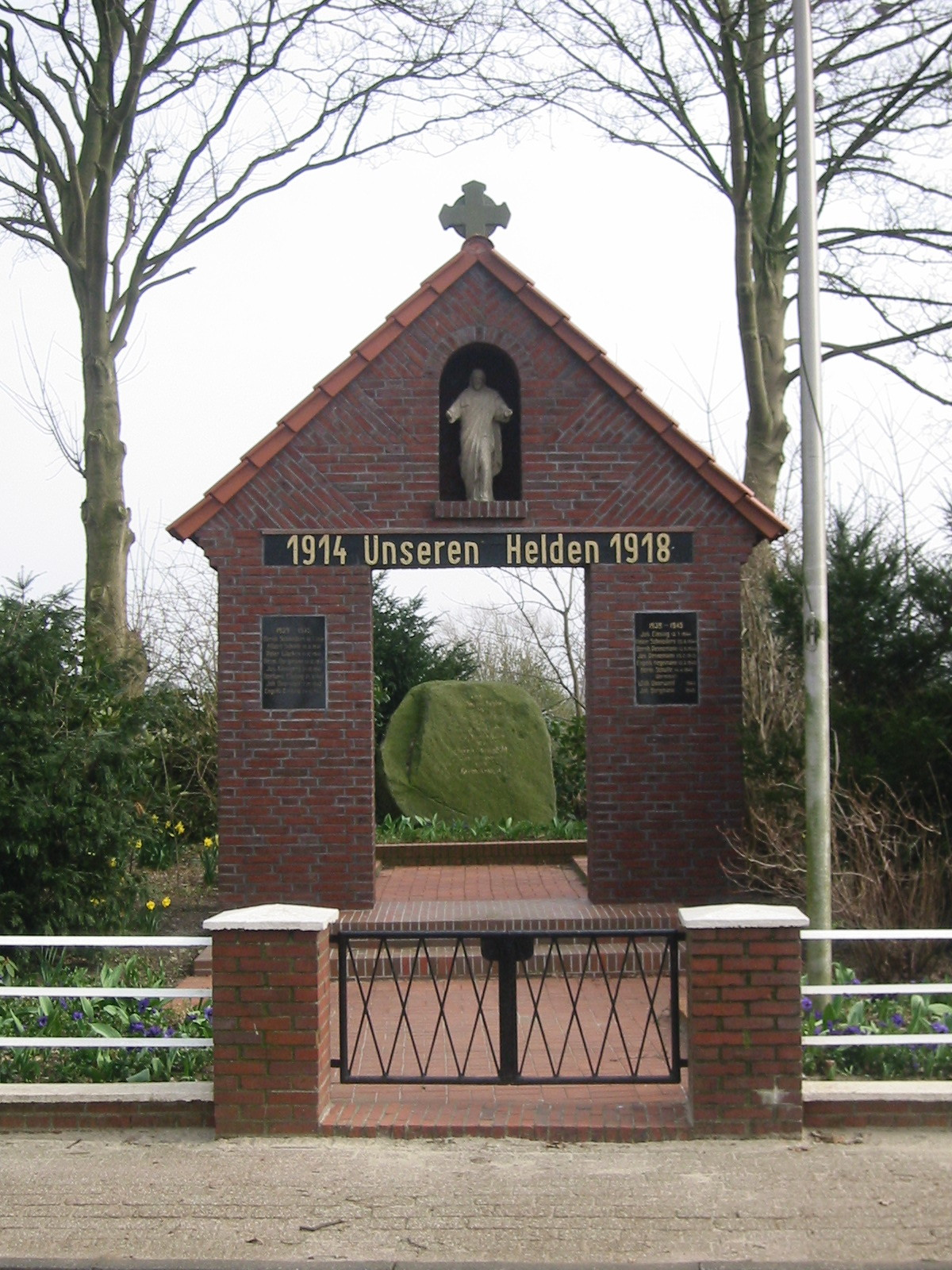
Kriegerdenkmal Tunxdorf

Das Dorf Tunxdorf wurde erstmals im 8. Jahrhundert urkundlich erwähnt (als Tunglasthorpe). Es wird angenommen, dass Tunxdorf der Ursprungsort der Familie von Thungestorp ist, von der ein Thiedbold von Thungestorp um 1150 urkundlich nachgewiesen ist. Eine Burg zu Tunxdorf wird nur einmal ausdrücklich im Jahre 1350 erwähnt, als Eberhard von dem Beele gen. Grymeke mit ihr durch den Bischof von Osnabrück belehnt wurde. Spätestens im 15. Jahrhundert scheint der adlige Sitz jedoch aufgegeben worden zu sein.
Am 1. Januar 1973 wurde Tunxdorf in die Stadt Papenburg eingegliedert.

## Infrastruktur und Wirtschaft
Tunxdorf ist verkehrstechnisch zu erreichen mit dem Auto über die A 31, Abfahrt Rhede (Ems), bzw. die Bundesstraße 70 (aus Richtung Aschendorf) oder mit dem Zug vom Bahnhof Papenburg oder Aschendorf.

## Kultur und Sehenswürdigkeiten
Der Tunxdorfer Waldsee entstand als Baggersee durch den Bau eines modernen Deiches zum Schutz vor der Ems. Ursprünglich befand sich an der Stelle des heutigen Waldsees die höchste Erhebung (16 m über NN) der sogenannten Tunxdorfer Berge. Er dient heute mit seinem Sandstrand als Badesee und ist ein Ausflugsziel von regionaler Bedeutung. Durch den Bau der Autobahn 31 entstanden in der Region weitere Baggerseen, so dass heute mehr Badeangebote in der Nähe vorhanden und dadurch deutlich weniger Besucher am Tunxdorfer Waldsee zu verzeichnen sind als in früheren Zeiten. In der Nähe des Waldsees befindet sich ein Campingplatz.
Der örtliche Sportverein ist der SV Tunxdorf-Nenndorf, der mehrere Sportarten, vor allem aber Fußball anbietet. 
Jährlich an Christi Himmelfahrt findet in Tunxdorf/Nenndorf ein Schützenfest des Schützenvereins Tunxdorf/Nenndorf statt. 
Darüber hinaus gibt es jährlich – in der Regel am ersten Septemberwochenende – eine Groschenkirmes, die auf dem Platz des Tunxdorf-Nenndorfer Dorfgemeinschaftshauses stattfindet.
Zwischen Tunxdorf und Aschendorf liegt der Friedhof der jüdischen Gemeinde Papenburg-Aschendorf mit mehr als 69 erhaltenen, meist in hebräischer Sprache beschrifteten Grabsteinen.